# Sham 69
Sham 69 — британський панк-гурт.
Утворений 1976 року в Хершемі. До першого її складу ввійшли: Джиммі Персі (Jimmy Pursey; 9.02.1955, Хершем, Велика Британія) — вокал; Елбі Слайдер (Albie Slider) — бас; Ніл Харріс (Neil Harris) — гітара; Джонні Гудфорнотінг (Johnny Goodfornothing) — гітара та Біллі Бостік (Billy Bostik) — ударні.
Sham 69 з'явились на британській сцені на хвилі популярності рухів панків та скінхедів. Невдовзі після дебюту, наприкінці 1977 року, лідер гурту Джиммі Персі, що був одержимий ідеологією класової боротьби та правами безробітних, вигнав з групи всіх своїх музикантів, яким не вистачало, на його думку, "революційної незаангажованості. Новими співгрупниками Персі стали Дейв Парсонс (Dave Parsons) — гітара, Дейв Трігенна (Dave Trigenna) — бас та Марк Кейн (Mark Cain) — ударні. Цим кладом Sham 69 потрапили до британського чарту з творами-агітками «Angels With Dirty Faces», «If The Kids Are united», «Hurry Up Harry» та «Hersham Boys».
1980 року Парсонс і Трігенна залишили Sham 69 і разом з Стівом Бейтором утворили формацію The Wanderers. Надалі популяризація Персі гасла пролетарської солідарності супроводжувалась закликом до насильства, який охоче підхопили радикальні угрупування. Наслідком цього став бойкот гурту з боку занепокоєних такою ситуацією промоторів. Персі, підрахувавши збитки та прибутки, у вересні 1980 року розпустив гурт і остаточно вибрав кар'єру соліста, щоправда розминувшись з тогочасною модою.
Проте в грудні 1986 року Sham 69 відновили свою діяльність і виступали головним чином у ностальгійних концертах ветеранів панк-року.

## Дискографія
- 1978: Tell Us The Truth
- 1978: That's Life
- 1979: The Adventures Of Hersham Boys
- 1980: The Game
- 1980: The First, The Last & The Best
- 1986: Angels With Dirty Faces — The Best Of Sham 69
- 1987: Live & Loud
- 1988: Live & Loud Vol.2
- 1988: Volunteer
- 1988: That's Live
- 1989: The Best Of The Rest Of Sham 69
- 1989: Sham's Last Stand
- 1989: The Complete Sham 69 — Live
- 1990: Live At The Roxy
- 1991: The Early Years Live
- 1992: Information Libre
- 1993: Kings & Queens
- 1993: Live At CBGB's 1988
- 1993: BBC Radio 1 Live In Concert
- 1995: Soapy Water & Mr. Marmalade
- 1997: The A Files
- 1998: Borstal Brcahout
- 1998: Punk Singles Collection
- 2001: Direct Action: Day 21

### Jimmy Pursey
- 1980: Imagination Camouflage
- 1982: Alien Orphan
- 1983: Revenge Is Not The Password (як James T.Pursey)
- 1983: the Lord Dividies (як James T.Pursey)
- 1997: Code Black

### Thewanderers
- 1981: The Only Lovers Left Alive